# 328305 Jackmcdevitt
328305 Jackmcdevitt este o planetă minoră (asteroid) din centura de asteroizi. A fost descoperită pe 20 octombrie 2006 la Observatorul Național Kitt Peak de Lawrence H. Wasserman⁠(d). 
Obiectul prezintă o orbită caracterizată de o semiaxă mare de 2,5523895507063 UAi, o excentricitate de 0,26, o înclinație de 6,1 ° în raport cu ecliptica.